# Aneuclis anterior
Aneuclis anterior là một loài tò vò trong họ Ichneumonidae.